# Трихоломові
Трихоломові, Рядовкові (Tricholomataceae) велика родина Agaricales.

## Назва
Ім'я походить від давньогрецького слова (τριχος), що означає «волосся» та (λωμα), що значить край.

## Класифікація
Оцінка 2008 року визначила, що до родини належить 78 родів та 1020 видів.

### Роди
- Aeruginospora
- Amparoina
- †Archaeomarasmius
- Arthromyces
- Arthrosporella
- Asproinocybe
- Austroclitocybe
- Austroomphaliaster
- Callistodermatium
- Callistosporium
- Cantharellopsis
- Catathelasma
- Caulorhiza
- Cellypha
- Clavomphalia
- Clitocybe — Клітоцибе
- Collybia
- Conchomyces
- Cynema
- Cyphellocalathus
- Delicatula
- Dendrocollybia
- Dennisiomyces
- Dermoloma
- Fayodia
- Gamundia
- Hygroaster
- Infundibulicybe
- Lepista
- Lepistella
- Leucocortinarius — Білопавутинник
- Leucoinocybe
- Leucopaxillus
- Leucopholiota
- Lulesia
- Macrocybe
- Melanoleuca
- Melanomphalia
- Musumecia
- Mycenella
- Mycoalvimia
- Myxomphalia
- Neoclitocybe
- Nothoclavulina
- Omphaliaster
- Omphalina
- Paralepista
- Paralepistopsis
- Peglerochaete
- Pegleromyces
- Phaeomycena
- Phyllotopsis
- Physocystidium
- Pleurella
- Pleurocollybia
- Porpoloma
- Pseudobaeospora
- Pseudoclitocybe
- Pseudohygrophorus
- Pseudolaccaria
- Pseudolasiobolus
- Pseudoomphalina
- Resupinatus
- Rimbachia
- Ripartites
- Squamanita
- Stanglomyces
- Tilachlidiopsis
- Tricholoma — Рядовка
- Tricholomopsis
- Tricholosporum